# Криница-Здруй
Кринѝца-Здруй (на полски: Krynica-Zdrój) е град в Южна Полша, Малополско войводство, Новосончки окръг. Административен център е на градско-селската Кринишка община. Заема площ от 39,68 км2.

## Население
Според данни от полската Централна статистическа служба, към 1 януари 2014 г. населението на града възлиза на 11 165 души. Гъстотата е 281 души/км2.